# Іясу II
Іясу II  — негус Ефіопії з Соломонової династії. Був сином імператора Бакаффи й імператриці Ментеваб.

## Життєпис
Мати відігравала провідну роль у правлінні Іясу. Невдовзі після проголошення його імператором, на царський палац було здійснено напад повстанців, в результаті чого Гондер перебував в облозі упродовж восьми днів. Незважаючи на те, що повстанці не змогли потрапити за стіни столиці, багато будівель було зруйновано. Замість запровадження регентства, імператриця Ментеваб коронувала себе як співправителя свого малолітнього сина, ставши першою жінкою в Ефіопії, яка була коронована таким чином. Імператриця тримала у своїх руках значну владу упродовж правління не лише свого сина, але й онука.
Незважаючи на вплив матері, Іясу виявився неефективним правителем. Він надто багато часу приділяв розвагам (полюбляв) полювання й витрачав забагато коштів на прикрашення столиці, виписуючи майстрів, елітні речі, прикраси та дзеркала з Європи.
У спробі завоювання симпатій підданих Іясу розпочав кампанію проти султанату Сеннар, що завершилась поразкою у битві на річці Діндер 1738 року. Захоплені у тому бою образ Христа й частку Животворного Хреста імператор був змушений викупити за 8000 унцій золота. Та поразка переконала всіх, що Іясу не має таланту до військової справи. Подальші підкорення Ласти, а також рейди імператора на племена Атбари не змогли переважити гіркоту тієї поразки чи відновити сили Гондера.
За часів його правління мали місце два нашестя сарани, крім того епідемія забрала життя тисяч людей. Коли помер абуна Крестодолос, у казні не вистачало коштів, щоб запросити нового. Його вплив ледь поширювався на Бегемдер і Годжам. Шоа й Ласта лише формально визнали владу імператора, а у провінції Тиграй всю повноту влади мав рас Мікаел Сегул.
Іясу глибоко обурив зв'язок матері з молодим членом імператорської родини. Імператриця Ментеваб мала відносини з Іясу, сином її зведеної сестри Романворк, яка також була сестрою негуса Бакаффи. Такі відносини мали значний резонанс, а молодий імператор став об'єктом насміхань. Імператриця мала трьох дочок від Іясу, з якими негус сильно зблизився. Утім імператор Іясу ненавидів їхнього батька, в результаті чого він убив останнього, наказавши скинути його зі скелі до озера Тана 1742 року.
У травні 1755 Іясу серйозно захворів і помер наступного місяця. Вважалось, що його отруїла сестра убитого Іясу, щоб помститись за смерть брата. Імператриця навіть не змогла знайти коштів у казні, щоб поховати сина. Після цього вона погрожувала піти на покій до власного палацу, утім група придворних умовила її залишитись регентом при своєму онукові Йоасі I.